# Fox Harbour
Fox Harbour es un pueblo canadiense situado en la provincia de Terranova y Labrador.

## Superficie
Fox Harbour tiene una superficie de 19,81 km².

## Demografía
En 2021, tenía 226 habitantes, una densidad poblacional de 11,4 hab./km², y 136 viviendas.